# Hualqui
Hualqui – miasto w Chile, w regionie Biobío, w prowincji Concepción.
Ludność: 20 660 mieszkańców (2002). Powierzchnia: 531 km². Miasto założone zostało w 1757 roku.